# Bob Woolmer
Robert Andrew Woolmer, mais conhecido pelo nome profissional de Bob Woolmer, (Kanpur, Uttar Pradesh, Índia, 14 de maio de 1948 — Kingston, Jamaica, 18 de março de 2007) foi um jogador internacional de cricket e mais tarde treinador profissional do mesmo desporto. Jogou em 19 "Test matches" e em 6 "One Day International" pela equipa inglesa de críquete e mais tarde foi treinador das equipas da África do Sul, Warwickshire e Paquistão.
Bob era filho de Clarence Woolmer, um jogador que competiu no Ranji Trophy pelas "Províncias Unidas" (actual Uttar Pradesh).

## Carreira como jogador
Woolmer jogou no britânico county cricket por Kent, inicialmente como um "all-rounder". Ele graduou-se para o "Test cricket" com a equipa de críquete da Inglaterra em 1975 como um "all-rounder", tendo conseguido um hat-trick pelo Marylebone Cricket Club contra a equipa de críquete da´Austrália. Mas ele tinha caído depois do seu primeiro "Test", só reaparecendo no jogo final das séries no The Oval (estádio de críquete em Londres) onde conseguiu a classificação de 149, rebatida no número cinco, então o mais lento "Test" da Inglaterra contra a Austrália. Nas duas épocas seguintes teve sucesso nas rebatidas, incluindo duas "further centuries" contra a Austrália em 1977.
Woolmer também aparecia regularmente nos "One-day International" em Inglaterra entre 1972 e 1976. Ele foi um "Wisden Cricketer of the Year" (Título de jogador de críquete do ano pela revista Wisden) 1976.
A carreira internacional de Woolmer entrou num impasse depois de se juntar ao "World Series Cricket" por Kerry Packer. Apesar de aparecer intermitentemente no a equia de "Test" para 1981, nunca recuperou a forma de meados da década de 1970. Também tomou parte na "South African rebel tours" de 1982, um movimento que terminou, efectivamente, a sua carreira internacional.

## Carreira como treinador
Woolmer obteve a sua qualificação como treinador em 1968. Depois de retirar-se do críquete de primeira classe em 1984, emigrou para a África do Sul onde treinou cricket e hóquei nos liceus. Voltou a Inglaterra em 1987 para treinar uma equipa de Kent. Treinou a Warwickshire County Cricket Club em 1991, a vencedora do Natwest Trophy em 1993, e três dos quatro troféus disputados em 1994.
Foi nomeado treinador da África do Sul em 1994. Nos cinco anos seguintes a África do Sul iria vencer a maior parte dos seus "test cricket" (5 de 10 séries) e jogos "One-day International" (73%). De qualquer forma falhou por pouco para fazer a final da Copa do Mundo de 1999 e Woolmer resignou. Foi nomeado treinador da equipa do Paquistão em 2005.

## Morte durante o Campeonato do Mundo de 2007
Em Março de 2007 Woolmer encontrava-se em Kingston, na Jamaica, onde se disputava o Campeonato do Mundo de Críquete. Durante a tarde do dia 18 de Março de 2007 foi anunciado que o treinador do Paquitão fora levado para o University Hospital in Kingston depois de ser encontrado inconsciente no seu quarto de hotel, sendo mais tarde confirmado que morrera, aos 58 anos de idade. É anunciado ainda que a causa da morte permanece desconhecida e que será realizado um exame post mortem, como requerido pela lei da Jamaica.
Depois da morte surgiram várias teses: Pervez Mir, o empresário da equipa do Paquistão disse que Woolmer sofrera de uma doença desconhecida, enquanto Naseem Ashraf, o presidente do PCB, disse mais tarde que o treinador tivera problemas respiratórios antes de a equipa embarcar para o Campeonato e revelou ainda que ele sofria de diabetes. O seu filho atribuiu a morte a um ataque cardíaco resultante do stress profissional.
O pagamento dos tributos ficou a cargo de membros da equipa de críquete do Paquistão e pela comunidade de críquete, incluindo o antigo jogador Michael Holding e o antigo árbitro Dickie Bird.